# Burgstall Schmalnohe
Der Burgstall Schmalnohe bezeichnet den Bereich eines mittelalterlichen Herrenhofs im Osten des Weilers Schmalnohe, eines Gemeindeteils der Oberpfälzer Gemeinde Edelsfeld im Landkreis Amberg-Sulzbach. Die Anlage wird als Bodendenkmal unter der Aktennummer D-3-6336-0101 als „untertägige Befunde einer abgegangenen mittelalterlichen Burganlage“ geführt.

## Beschreibung
Die Anlage lag nördlich des Krummbachs, eines Zulaufs zur Vils. Die nahezu quadratische Anlage war um die heute bestehende Filialkirche St. Otto angeordnet; ihre Ausmaße betrugen 140 × 120 m. Der Vorgängerbau der Kirche hatte das Patrozinium St. Martin; daraus und aufgrund archäologischer Befunde wird geschlossen, dass diese vermutliche Kirche in der Karolingerzeit (8. bis frühes 10. Jahrhundert) errichtet wurde. 
Westlich der Kirche befand sich ein herrschaftlicher, wohl zweigeschossiger Steinbau mit den Ausmaßen von 14,5 × 7 m sowie weiteren Anbauten im Nordwesten. Der Abstand zwischen Kirche und Steinbau betrug lediglich zwei Meter. Vom Obergeschoss des Saals war es wahrscheinlich möglich, über eine Holzbrücke auf eine Westempore in der Kirche zu gelangen. Für das Wohngebäude ist ein hoher Wohnkomfort überliefert, denn das Bauwerk war mit einer Kanalheizung ausgestattet und das Dach war mit Hohlziegeln vom Mönch-Nonne-Typ eingedeckt. Über die vermutlich vorhandene Befestigung des Herrenhofs ist nichts bekannt. Denkbar ist sowohl eine hölzerne Umwehrung als auch eine solche aus Stein. Das Gebäude wurde bereits im frühen 13. Jahrhundert durch einen Brand zerstört.

## Geschichte
Der Ortsname bedeutet „Siedlung an der schmalen Ache“. Funde deuten auf eine germanische Siedlung im Zeitraum vom 1. bis in zum 4. Jahrhundert n. Chr. hin. Schmalnohe war demnach wohl eine germanische Siedlungsgründung. Vom späten 8. bis zum späten 12. Jahrhundert bildete Schmalnohe als Fronhof (Curtis) den Mittelpunkt einer Villikation nördlich des Herrschaftszentrums Sulzbach. Die Herren von Schmalnohe gehörten zu den führenden Vasallen der Grafen von Sulzbach. Die älteste schriftliche Nennung von Schmalnohe stammt aber erst aus der Zeit zwischen 1119 und 1139 aus Urkunden der Klöster Michelfeld und Ensdorf. Die hier ansässige Familie nannte sich nach ihrem Sitz de Smalnaha. 1143 hat Otto von Schmalnohe eine Capella, einen grundherrlichen Hof und einen Wald an das Kloster Michelfeld geschenkt.